# バランシーン
バランシーン (Balanchine) とはアメリカ合衆国で生産され、イギリスおよびアラブ首長国連邦で調教を受けた競走馬である。イギリス、アイルランド、フランスで走り、通算8戦4勝。ゴドルフィン所有馬で初のクラシックホースとなった。1994年にカルティエ賞最優秀3歳牝馬に選出された。競走馬を引退したあと繁殖牝馬となった。半姉にイギリスG2サンチャリオットステークス優勝馬レッドスリッパーズ、半弟にイギリスG2ジョッキークラブステークスなど重賞2勝のロマノフ（ともに父ヌレイエフ）がいる。
名前はロシア（グルジア）の男性バレエ振付師ジョージ・バランシンに由来する。

## 経歴
1993年、ホワイトマズルなどを管理するイギリスのピーター・チャップルハイアム調教師の管理馬として、2歳9月にデビューし、初戦から2連勝したがその後休養に入る。この間に管理がドバイのヒラール・イブラヒムに移る。
翌1994年はプレップレース（前哨戦）を使わないままG1・1000ギニーに出走。7か月ぶりの実戦とあって低評価だったが、このレースより手綱を取ったランフランコ・デットーリを背に、勝ったラスメニーナスから短頭差の2着に入る。続いてオークスに出走し、ウインドインハーヘア（ディープインパクトの母）に2馬身半差をつけて勝利。
さらに、牡馬相手のアイリッシュダービーに出走。並み居る強豪を相手に、ダービーステークス2着馬キングスシアターに4馬身半差を付けて圧勝するが、故障のためそのまま休養に入った。このレースで2着のキングスシアターがその年のキングジョージ6世&クイーンエリザベスダイヤモンドステークスに優勝、5着のティッカネンがその年のブリーダーズカップ・ターフに優勝し、バランシーンの評価はさらに高まった。この活躍が評価されて、休養中の秋にカルティエ賞最優秀 3歳牝馬を受賞。また、この間にサイード・ビン・スルール厩舎に再移籍した。
古馬になってからは3つの競走に出走したが、凱旋門賞へのプレップレース・フォワ賞で僅差の2着となったものの、本番の凱旋門賞では優勝したラムタラから12馬身離された10着に敗れ、この競走を最後に競走馬を引退した。その後は繁殖牝馬となったが、自身を上回るような活躍馬は登場していない。
ドバイ・メイダン競馬場で行われるドバイワールドカップカーニバル中に行われる重賞競走に、本馬の名が冠された牝馬限定競走「バランシーンステークス」が2004年に創設されている。
2021年2月12日、余生を過ごしていたアメリカのゲインズボローファームで死亡した。

## 競走成績
- 1993年 (2戦2勝)
- 1994年 (3戦2勝)
  - エプソムオークス (G1) 、アイリッシュダービー (G1) 、1000ギニー (G1) 2着
- 1995年 (3戦0勝)
  - フォワ賞 (G3) 2着

## 血統表
| Balanchineの血統（ストームバード系 / Native Dancer4×5=9.38% ） | Balanchineの血統（ストームバード系 / Native Dancer4×5=9.38% ） | Balanchineの血統（ストームバード系 / Native Dancer4×5=9.38% ） | （血統表の出典）     | （血統表の出典） |
| 父 Storm Bird 1978 鹿毛 カナダ                                 | 父の父Northern Dancer 1961 鹿毛 カナダ                         | Nearctic                                                       | Nearco               | Nearco           |
| 父 Storm Bird 1978 鹿毛 カナダ                                 | 父の父Northern Dancer 1961 鹿毛 カナダ                         | Nearctic                                                       | Lady Angela          |                  |
| 父 Storm Bird 1978 鹿毛 カナダ                                 | 父の父Northern Dancer 1961 鹿毛 カナダ                         | Natalma                                                        | Native Dancer        | Native Dancer    |
| 父 Storm Bird 1978 鹿毛 カナダ                                 | 父の父Northern Dancer 1961 鹿毛 カナダ                         | Natalma                                                        | Almahmoud            |                  |
| 父 Storm Bird 1978 鹿毛 カナダ                                 | 父の母South Ocean 1967 鹿毛 カナダ                             | New Providence                                                 | Bull Page            | Bull Page        |
| 父 Storm Bird 1978 鹿毛 カナダ                                 | 父の母South Ocean 1967 鹿毛 カナダ                             | New Providence                                                 | Fair Colleen         |                  |
| 父 Storm Bird 1978 鹿毛 カナダ                                 | 父の母South Ocean 1967 鹿毛 カナダ                             | Shining sun                                                    | Chop Chop            | Chop Chop        |
| 父 Storm Bird 1978 鹿毛 カナダ                                 | 父の母South Ocean 1967 鹿毛 カナダ                             | Shining sun                                                    | Solar Display        |                  |
| 母 Morning Devotion 1982 栗毛 アメリカ                         | 母の父Affirmed 1975 栗毛 アメリカ                              | Exclusive Native                                               | Raise a Native       | Raise a Native   |
| 母 Morning Devotion 1982 栗毛 アメリカ                         | 母の父Affirmed 1975 栗毛 アメリカ                              | Exclusive Native                                               | Exclusive            |                  |
| 母 Morning Devotion 1982 栗毛 アメリカ                         | 母の父Affirmed 1975 栗毛 アメリカ                              | Won't Tell You                                                 | Crafty Admiral       | Crafty Admiral   |
| 母 Morning Devotion 1982 栗毛 アメリカ                         | 母の父Affirmed 1975 栗毛 アメリカ                              | Won't Tell You                                                 | Scarlet Ribbon       |                  |
| 母 Morning Devotion 1982 栗毛 アメリカ                         | 母の母Morning Has Broken 1974 栗毛 アメリカ                    | Prince John                                                    | Princeqillo          | Princeqillo      |
| 母 Morning Devotion 1982 栗毛 アメリカ                         | 母の母Morning Has Broken 1974 栗毛 アメリカ                    | Prince John                                                    | Not Afraid           |                  |
| 母 Morning Devotion 1982 栗毛 アメリカ                         | 母の母Morning Has Broken 1974 栗毛 アメリカ                    | A Wind is Rising                                               | Francis S.           | Francis S.       |
| 母 Morning Devotion 1982 栗毛 アメリカ                         | 母の母Morning Has Broken 1974 栗毛 アメリカ                    | A Wind is Rising                                               | Queen Nasra F-No.4-k |                  |

- 従妹にフェニックスステークス、モイグレアスタッドステークスなどG1競走2勝のサーシャーアブー、半姉レッドスリッパーズの娘にディアヌ賞（フランスオークス）の優勝馬ウエストウインドがいる。
- そのほかの近親はアウィンドイズライジング#主なファミリーラインを参照。